# 14e cérémonie des Satellite Awards
La 14e cérémonie des Satellite Awards, décernés par The International Press Academy, a eu lieu le 20 décembre 2009, et a récompensé les films et séries télévisées produits cette année-là.

## Palmarès

### Cinéma

#### Meilleur film dramatique
- Démineurs (The Hurt Locker)
  - Bright Star
  - Une éducation (An Education)
  - The Messenger
  - Precious
  - The Stoning of Soraya M. (سنگسار ثريا م)

#### Meilleur film musical ou comédie
- Nine
  - A Serious Man
  - The Informant!
  - Julie et Julia (Julie and Julia)
  - Pas si simple (It's Complicated)
  - Precious (Precious: Based on the Novel Push by Sapphire)

#### Meilleur réalisateur
- Kathryn Bigelow pour Démineurs (The Hurt Locker)
  - Neill Blomkamp pour District 9
  - Jane Campion pour Bright Star
  - Lee Daniels pour Precious (Precious: Based on the Novel Push by Sapphire)
  - Rob Marshall pour Nine
  - Lone Scherfig pour Une éducation (An Education)

#### Meilleur acteur dans un film dramatique
- Jeremy Renner pour le rôle du Sergent William James dans  Démineurs (The Hurt Locker)
  - Jeff Bridges pour le rôle de Bad Blake dans Crazy Heart
  - Hugh Dancy pour le rôle d'Adam Raki dans Adam
  - Johnny Depp pour le rôle de John Dillinger dans  Public Enemies
  - Colin Firth pour le rôle de George dans A Single Man
  - Michael Sheen pour le rôle de Brian Clough dans The Damned United

#### Meilleure actrice dans un film dramatique
- Shohreh Aghdashloo pour le rôle de Zahra dans The Stoning of Soraya M. (سنگسار ثريا م)
  - Emily Blunt pour le rôle de la reine Victoria dans Victoria : Les Jeunes Années d'une reine (The Young Victoria)
  - Abbie Cornish pour le rôle de Fanny Brawne dans Bright Star
  - Penélope Cruz pour le rôle de Magdalena Rivero dans Étreintes brisées (Los Abrazos rotos)
  - Carey Mulligan pour le rôle de Jenny dans Une éducation (An Education)
  - Catalina Saavedra pour le rôle de Raquel dans La Nana

#### Meilleur acteur dans un film musical ou une comédie
- Michael Stuhlbarg pour le rôle de Larry Gopnik dans A Serious Man
  - George Clooney pour le rôle de Ryan Bingham dans In the Air (Up In The Air)
  - Bradley Cooper pour le rôle de Phil Wenneck dans Very Bad Trip (The Hangover)
  - Matt Damon pour le rôle de Mark Whitacre dans The Informant!
  - Daniel Day-Lewis pour le rôle de Guido Contini dans Nine

#### Meilleure actrice dans un film musical ou une comédie
- Meryl Streep pour le rôle de Julia Child dans Julie et Julia (Julie and Julia)
  - Sandra Bullock pour le rôle de Margaret Tate dans La Proposition (The Proposal)
  - Marion Cotillard pour le rôle de Luisa Contini dans Nine
  - Zooey Deschanel pour le rôle de Summer Finn dans (500) jours ensemble ((500) Days of Summer)
  - Katherine Heigl pour le rôle de Abby Richter dans L'Abominable Vérité (The Ugly Truth)

#### Meilleur acteur dans un second rôle
- Christoph Waltz pour le rôle du colonel Hans Landa dans Inglourious Basterds
  - Woody Harrelson pour le rôle du capitaine Tony Stone dans The Messenger
  - James McAvoy pour le rôle de Valentin Bulgakov dans Tolstoï, le dernier automne (The Last Station)
  - Alfred Molina pour le rôle de Jack dans Une éducation (An Education)
  - Timothy Spall pour le rôle de Peter Taylor dans The Damned United

#### Meilleure actrice dans un second rôle
- Mo'Nique pour le rôle de Mary Lee Johnston dans Precious (Precious: Based on the Novel Push by Sapphire)
  - Emily Blunt pour le rôle de Norah Lorkowski dans Sunshine Cleaning
  - Penélope Cruz pour le rôle de Carla Albanese dans Nine
  - Anna Kendrick pour le rôle de Natalie Keener dans In the Air
  - Mozhan Marnò pour le rôle de Soraya M. dans The Stoning of Soraya M. (سنگسار ثريا م)

#### Meilleure distribution
- Nine

#### Meilleur scénario original
- (500) jours ensemble ((500) Days of Summer) – Scott Neustadter et Michael H. Weber
  - A Serious Man – Joel et Ethan Coen
  - Bright Star – Jane Campion
  - Démineurs (The Hurt Locker) – Mark Boal
  - Là-haut (Up) – Bob Peterson et Pete Docter

#### Meilleur scénario adapté
- Precious (Precious: Based on the Novel Push by Sapphire) – Geoffrey Fletcher
  - District 9 – Neill Blomkamp et Terri Tatchell
  - Une éducation (An Education) – Nick Hornby
  - In the Air (Up In The Air) – Jason Reitman et Sheldon Turner
  - Julie et Julia (Julie and Julia) – Nora Ephron

#### Meilleure direction artistique
- A Single Man
  - 2012
  - L'Imaginarium du docteur Parnassus (The Imaginarium of Doctor Parnassus)
  - Public Enemies
  - La Route (The Road)
  - Les Trois Royaumes (赤壁)

#### Meilleurs costumes
- L'Imaginarium du docteur Parnassus (The Imaginarium of Doctor Parnassus)
  - Chéri
  - Nine
  - Les Trois Royaumes (赤壁)
  - Victoria : Les Jeunes Années d'une reine (The Young Victoria)

#### Meilleure photographie
- Nine
  - A Serious Man
  - Inglourious Basterds
  - It Might Get Loud
  - Public Enemies
  - Les Trois Royaumes (赤壁)

#### Meilleur montage
- Démineurs (The Hurt Locker)
  - 2012
  - It Might Get Loud
  - Nine
  - Les Trois Royaumes (赤壁)

#### Meilleur son
- 2012
  - It Might Get Loud
  - Nine
  - Terminator Renaissance (Terminator Salvation)
  - Transformers 2 : la Revanche (Transformers : Revenge of the Fallen)
  - Les Trois Royaumes (赤壁)

#### Meilleurs effets visuels
- 2012
  - District 9
  - Fantastic Mr. Fox
  - L'Imaginarium du docteur Parnassus (The Imaginarium of Doctor Parnassus)
  - Transformers 2 : la Revanche (Transformers : Revenge of the Fallen)
  - Les Trois Royaumes (赤壁)

#### Meilleure chanson originale
- The Weary Kind écrite par Ryan Bingham et T Bone Burnett pour Crazy Heart
  - Almost There écrite par Randy Newman pour La Princesse et la Grenouille (The Princess and the Frog)
  - Cinema Italiano écrite par Maury Yeston pour Nine
  - Down in New Orleans écrite par Randy Newman pour La Princesse et la Grenouille (The Princess and the Frog)
  - I Can See in Color écrite par Mary J. Blige pour Precious (Precious: Based on the Novel Push by Sapphire)
  - We Are the Children of the World écrite par Terry Gilliam pour L'Imaginarium du docteur Parnassus (The Imaginarium of Doctor Parnassus)

#### Meilleure musique de film
- In the Air (Up In The Air) – Rolfe Kent
  - Amelia – Gabriel Yared
  - The Informant! – Marvin Hamlisch
  - Là-haut (Up) – Michael Giacchino
  - Public Enemies – Elliot Goldenthal
  - Max et les maximonstres (Where the Wild Things Are) – Carter Burwell et Karen O

#### Meilleur film étranger
(ex aequo)
- La Nana •  Chili
- Étreintes brisées (Los abrazos rotos) •  Espagne
  - J'ai tué ma mère •  Québec
  - Les Trois Royaumes (赤壁) •  Chine
  - Le Ruban blanc (Das weiße Band) •  Allemagne
  - Winter in Wartime (Oorlogswinter) •  Pays-Bas

#### Meilleur film d'animation
- Fantastic Mr. Fox
  - Tempête de boulettes géantes (Cloudy with a Chance of Meatballs)
  - Harry Potter et le Prince de sang-mêlé (Harry Potter and the Half-Blood Prince)
  - La Princesse et la Grenouille (The Princess and the Frog)
  - Là-haut (Up)
  - Max et les maximonstres (Where the Wild Things Are)

#### Meilleur documentaire
- Every Little Step
  - The Cove
  - It Might Get Loud
  - The September Issue
  - Les Plages d'Agnès
  - Valentino: The Last Emperor

#### Meilleur ensemble de disques Blu-Ray
- Rocky: The Undisputed Collection - 7 Disc Blu-Ray Set pour Rocky 3

### Télévision
Note : le symbole « ♕ » rappelle le gagnant de l'année précédente (si nomination).

#### Meilleure série dramatique
- Breaking Bad
  - En analyse (In Treatment)
  - Damages
  - Mad Men
  - Big Love
  - The Good Wife

#### Meilleure série musicale ou comique
- Glee
  - 30 Rock
  - Weeds
  - The Big Bang Theory
  - How I Met Your Mother
  - Flight of the Conchords

#### Meilleure mini-série
- La Petite Dorrit (Little Dorrit)
  - Les Enquêtes de l'inspecteur Wallander (Wallander)
  - Diamonds
  - Le Prisonnier (The Prisonner)
  - Crash

#### Meilleur téléfilm
- Grey Gardens
  - The Courageous Heart of Irena Sendler
  - Taking Chance
  - Endgame
  - Into the Storm
  - Un mariage de raison (Loving Leah)

#### Meilleur acteur dans une série dramatique
- Bryan Cranston pour le rôle de Walter White dans Breaking Bad ♕
  - Bill Paxton pour le rôle de Bill Henrickson dans Big Love
  - Gabriel Byrne pour le rôle de Paul Weston dans En analyse (In Treatment)
  - Jon Hamm pour le rôle de Don Draper dans Mad Men
  - Lucian Msamati pour le rôle de JLB Matekoni dans L'Agence N°1 des dames détectives (The No. 1 Ladies' Detective Agency)
  - Nathan Fillion pour le rôle de Richard Castle dans Castle

#### Meilleure actrice dans une série dramatique
- Glenn Close pour le rôle de Patricia "Patty" Hewes dans Damages
  - Julianna Margulies pour le rôle d'Alicia Florrick dans The Good Wife
  - Jill Scott pour le rôle d'Alicia Florrick dans L'Agence N°1 des dames détectives (The No. 1 Ladies' Detective Agency)
  - Stana Katic pour le rôle de Kate Beckett dans Castle
  - Elisabeth Moss pour le rôle de Peggy Olsen dans Mad Men

#### Meilleur acteur dans une série musicale ou comique
- Matthew Morrison pour le rôle de Will Schuester dans Glee
  - Alec Baldwin pour le rôle de Jack Donaghy dans 30 Rock
  - Jemaine Clement pour le rôle de Jemaine dans Flight of the Conchords
  - Stephen Colbert pour son propre rôle dans The Colbert Report
  - Danny McBride pour le rôle de Kenny Powers dans Kenny Powers (Eastbound and Down)
  - Jim Parsons pour le rôle de Sheldon Cooper dans The Big Bang Theory

#### Meilleure actrice dans une série musicale ou comique
- Lea Michele pour le rôle de Rachel Berry dans Glee
  - Tina Fey pour le rôle de Liz Lemon dans 30 Rock
  - Toni Collette pour le rôle de Tara Gregson dans United States of Tara
  - Mary-Louise Parker pour le rôle de Nancy Botwin dans Weeds
  - Brooke Elliott pour le rôle de Jane Bingum dans Ugly Betty
  - Edie Falco pour le rôle du Dr Jackie Peyton dans Nurse Jackie
  - Julie Bowen pour le rôle de Claire Dunphy dans Modern Family

#### Meilleur acteur dans une mini-série ou un téléfilm
- Brendan Gleeson pour le rôle de Winston Churchill dans Into the Storm
  - Kenneth Branagh pour le rôle de Kurt Wallander dans Les Enquêtes de l'inspecteur Wallander (Wallander)
  - Kevin Bacon pour le rôle du Lieutenant-Colonel Mike Strobl dans Taking Chance
  - William Hurt pour le rôle de Will Esterhuyse dans Endgame
  - Jeremy Irons pour le rôle d'Alfred Stieglitz dans Georgia O'Keeffe
  - Ian McKellen pour le rôle de Numéro 2 dans Le Prisonnier

#### Meilleure actrice dans une mini-série ou un téléfilm
- Drew Barrymore pour le rôle de Edith Bouvier Beale dans Grey Gardens
  - Jessica Lange pour le rôle de Edith Ewing Bouvier Beale dans Grey Gardens
  - Sigourney Weaver pour le rôle de Mary Griffith dans Bobby, seul contre tous (Prayers for Bobby)
  - Judy Davis pour le rôle de Joan Cameron dans Diamonds
  - Lauren Ambrose pour le rôle de Leah Lever dans Un mariage de raison (Loving Leah)
  - Janet McTeer pour le rôle de Clemmie Churchill dans Into the Storm

#### Meilleur acteur dans un second rôle dans une série télévisée
- John Lithgow pour le rôle de Trinity Killer dans Dexter
  - John Noble pour le rôle du Professeur Walter Bishop dans Fringe
  - Tom Courtenay pour le rôle de Mr. Dorrit dans La Petite Dorrit (Little Dorrit)
  - Neil Patrick Harris pour le rôle de Barney Stinson dans How I Met Your Mother
  - Chris Colfer pour le rôle de Kurt Hummel dans Glee
  - Harry Dean Stanton pour le rôle de Roman Grant dans Big Love

#### Meilleure actrice dans un second rôle dans une série télévisée
- Jane Lynch pour le rôle de Sue Sylvester dans Glee
  - Judy Parfitt pour le rôle de Mrs. Clennam dans La Petite Dorrit (Little Dorrit)
  - Chloë Sevigny pour le rôle de Nicolette "Nicki" Grant dans Big Love
  - Anika Noni Rose pour le rôle de Grace Makutsi dans L'Agence N°1 des dames détectives (The No. 1 Ladies' Detective Agency)
  - Vanessa Lynn Williams pour le rôle de Wilhelmina Slater dans Ugly Betty
  - Cherry Jones pour le rôle de la Présidente Allison Taylor dans 24 heures chrono (24)

#### Meilleure distribution
- True Blood

### Récompenses spéciales

#### Liste des 10 meilleurs films de l'année
- (500) jours ensemble ((500) Days of Summer)
- Bright Star
- Une éducation (An Education)
- Inglourious Basterds
- Démineurs (The Hurt Locker)
- Nine
- Precious
- A Serious Man
- The Stoning of Soraya M. (سنگسار ثريا م)
- In the Air

#### Révélation de l'année
- Cinéma : Gabourey Sidibe dans Precious (Precious: Based on the Novel Push by Sapphire)
- Télévision :  Kristin Chenoweth dans Glee

#### Mary Pickford Award
- Roger Deakins

#### Nikola Tesla Award
- Michael York

#### Auteur Award
- Roger Corman

## Récompenses et nominations multiples

### Nominations multiples

#### Cinéma
11 : Nine
7 : Les Trois Royaumes
5 : Démineurs, Une éducation, Precious
4 : Bright Star, A Serious Man, L'Imaginarium du docteur Parnassus, It Might Get Loud, 2012
3 : The Stoning of Soraya M., La Princesse et la Grenouille, In the Air, The Informant!, Là-haut
2 : The Messenger, Crazy Heart, A Single Man, Victoria : Les Jeunes Années d'une reine, Étreintes brisées, La Nana, Inglourious Basterds, Public Enemies, (500) jours ensemble, Julie et Julia, Transformers 2 : la Revanche, Max et les maximonstres, District 9

#### Télévision
5 : Glee
4 : Big Love, Recount
3 : 30 Rock, Mad Men, L'Agence N°1 des dames détectives, La Petite Dorrit, Grey Gardens, Into the Storm
2 : Damages, Breaking Bad, Ugly Betty, En analyse, Weeds, The Good Wife, Flight of the Conchords, Castle, How I Met Your Mother, Endgame, Le Prisonnier, Diamonds, Taking Chance, Les Enquêtes de l'inspecteur Wallander, Un mariage de raison

#### Personnalités
2 : Emily Blunt, Jane Campion

### Récompenses multiples
Légende : Nombre de récompenses/Nombre de nominations

#### Cinéma
4 / 5 : Démineurs
3 / 11 : Nine
2 / 6 : Precious
2 / 4 : 2012

#### Télévision
4 / 5 : Glee
2 / 3 : Grey Gardens
2 / 2 : Breaking Bad